# Inherited Cryptorchidism
Inherited Cryptorchidism är det amerikanska death metal-bandet Pustulateds debutalbum, utgivet 2003 av skivbolaget Goregiastic Records. Albumet återutgavs 2005 med ett bonusspår.

## Låtlista
1. "Fuck Intros ..(Anal Rape)" – 0:07
2. "Alveolous" – 0:50
3. "Mephilictophalus" – 1:50
4. "Aortic Menstrual Sediment" – 1:31
5. "Basophilic Cryptoplasm" – 2:31
6. "Cerebral Anaemia" – 1:54
7. "Clitosarcourethralcolostomy Exarticulation" – 2:08
8. "Second Degree Vulval Melanoma" – 1:54
9. "Despumating Carnal Detortication" – 1:21
10. "Emigdulla" – 1:05
11. "Execration Through Haemorrhaged Cervix" – 0:30
12. "Intrapathelial Schlerosis" – 2:23
13. "Exploring Uranus" – 3:02
14. "Quad Ad Fenim (Symphosii Preafatio)" – 7:07

Bonusspår (2005-utgåvan)
1. "Boneyard" (Impetigo-cover) – 2:40

## Medverkande
Musiker (Pustulated-medlemmar)
- Andrés Usma – sång, gitarr
- Cory – gitarr
- Chad Walls – trummor